# Bayburt (circonscription électorale)
La circonscription électorale de Bayburt correspond à la province du même nom et envoie 1 député à la Grande Assemblée nationale de Turquie (2 entre 2015 et 2018).

## Composition
La circonscription de Bayburt est divisée en 3 districts (ilçe). Chaque district est composé d'un chef-lieu et de municipalités (communes et villages).

## Résultats électoraux

### Élections législatives de juin 2015
| Partis                   | Partis                                        | Voix | %   | Sièges | +/- | Élus                   |
| ------------------------ | --------------------------------------------- | ---- | --- | ------ | --- | ---------------------- |
|                          | Parti de la justice et du développement (AKP) |      |     | 1      |     | Naci Ağbal             |
|                          | Parti d'action nationaliste (MHP)             |      |     | 1      | 1   | Karabey Kadri Karaoğlu |
|                          |                                               |      |     |        |     |                        |
| Total                    | Total                                         |      | 100 | 2      | 1   | -                      |
| Inscrits / participation |                                               |      |     |        |     |                        |

### Élections législatives de novembre 2015
| Partis                   | Partis                                        | Voix | %   | Sièges | +/-           | Élus                          |
| ------------------------ | --------------------------------------------- | ---- | --- | ------ | ------------- | ----------------------------- |
|                          | Parti de la justice et du développement (AKP) |      |     | 2      | 1             | Naci Ağbal et Şahap Kavcioğlu |
|                          |                                               |      |     |        |               |                               |
| Total                    | Total                                         |      | 100 | 2      | en stagnation | -                             |
| Inscrits / participation |                                               |      |     |        |               |                               |

### Élections législatives de 2018
| Partis                   | Partis                                        | Voix   | %     | Sièges | +/-           | Élu           |
| ------------------------ | --------------------------------------------- | ------ | ----- | ------ | ------------- | ------------- |
|                          | Parti de la justice et du développement (AKP) | 28 216 | 57,45 | 1      | 1             | Fetani Battal |
|                          | Parti d'action nationaliste (MHP)             | 13 463 | 27,41 | 0      | en stagnation |               |
|                          | Le Bon Parti (İYİ)                            | 3 020  | 6,15  | 0      | Nv.           |               |
|                          | Parti républicain du peuple (CHP)             | 2 097  | 4,27  | 0      | en stagnation |               |
|                          | Parti de la félicité (SP)                     | 1 593  | 3,24  | 0      | en stagnation |               |
|                          | Parti démocratique des peuples (HDP)          | 593    | 1,21  | 0      | en stagnation |               |
|                          | Parti de la cause libre (HÜDA PAR)            | 79     | 0,16  | 0      | en stagnation |               |
|                          | Parti patriote (VATAN)                        | 51     | 0,10  | 0      | en stagnation |               |
|                          |                                               |        |       |        |               |               |
| Total                    | Total                                         | 49 112 | 100   | 1      | 1             | -             |
| Inscrits / participation | Inscrits / participation                      | 56 249 | 85,98 |        |               |               |

### Élections législatives de 2023
| Partis                   | Partis                                        | Voix   | %     | Sièges | +/-           | Élus       |
| ------------------------ | --------------------------------------------- | ------ | ----- | ------ | ------------- | ---------- |
|                          | Parti de la justice et du développement (AKP) | 30 184 | 59,49 | 1      | en stagnation | Orhan Ateş |
|                          | Parti d'action nationaliste (MHP)             | 8 363  | 16,48 | 0      | en stagnation |            |
|                          | Le Bon Parti (İYİ)                            | 8 040  | 15,85 | 0      | en stagnation |            |
|                          | Nouveau parti de la prospérité (YRP)          | 1 482  | 2,92  | 0      | Nv.           |            |
|                          | Parti de la victoire (ZP)                     | 689    | 1,36  | 0      | Nv.           |            |
|                          | Parti républicain du peuple (CHP)             | 399    | 0,79  | 0      | en stagnation |            |
|                          | Parti de la gauche verte (YSP)                | 376    | 0,74  | 0      | en stagnation |            |
|                          | Parti de la grande unité (BBP)                | 370    | 0,73  | 0      | en stagnation |            |
|                          | Parti de la patrie (M)                        | 206    | 0,41  | 0      | Nv.           |            |
|                          | Parti des travailleurs de Turquie (TIP)       | 146    | 0,29  | 0      | en stagnation |            |
|                          | Parti de la mère patrie (ANAP)                | 106    | 0,21  | 0      | en stagnation |            |
|                          | Parti de la justice (AP)                      | 65     | 0,13  | 0      | Nv.           |            |
|                          | Parti de la justice et de l'unité (AB)        | 57     | 0,11  | 0      | Nv.           |            |
|                          | Parti de la nation (MP)                       | 41     | 0,08  | 0      | en stagnation |            |
|                          | Parti communiste de Turquie (TKP)             | 36     | 0,07  | 0      | en stagnation |            |
|                          | Parti de libération du peuple (HKP)           | 29     | 0,06  | 0      | en stagnation |            |
|                          | Parti des droits et libertés (HAK)            | 28     | 0,06  | 0      | en stagnation |            |
|                          | Parti de l'union du pouvoir (GBP)             | 28     | 0,06  | 0      | Nv.           |            |
|                          | Parti jeune (GP)                              | 23     | 0,05  | 0      | en stagnation |            |
|                          | Parti de gauche (SOL)                         | 20     | 0,04  | 0      | en stagnation |            |
|                          | Parti patriote (VATAN)                        | 18     | 0,04  | 0      | en stagnation |            |
|                          | Parti de la route nationale (MYP)             | 15     | 0,03  | 0      | Nv.           |            |
|                          | Parti de l'innovation (YP)                    | 10     | 0,02  | 0      | Nv.           |            |
|                          | Mouvement communiste (TKH)                    | 8      | 0,02  | 0      | Nv.           |            |
|                          |                                               |        |       |        |               |            |
| Total                    | Total                                         | 50 739 | 100   | 1      | en stagnation | -          |
| Inscrits / participation | Inscrits / participation                      | 57 170 | 87,33 |        |               |            |